# Emil Gărgorov
Emil Nikolaev Gărgorov (in bulgaro Емил Николаев Гъргоров?; Sofia, 15 febbraio 1981) è un calciatore bulgaro, centrocampista del Rilski Sportist.

## Statistiche

### Cronologia presenze e reti in nazionale
| Cronologia completa delle presenze e delle reti in nazionale ― Bulgaria | Cronologia completa delle presenze e delle reti in nazionale ― Bulgaria | Cronologia completa delle presenze e delle reti in nazionale ― Bulgaria | Cronologia completa delle presenze e delle reti in nazionale ― Bulgaria | Cronologia completa delle presenze e delle reti in nazionale ― Bulgaria | Cronologia completa delle presenze e delle reti in nazionale ― Bulgaria | Cronologia completa delle presenze e delle reti in nazionale ― Bulgaria | Cronologia completa delle presenze e delle reti in nazionale ― Bulgaria |
| Data                                                                    | Città                                                                   | In casa                                                                 | Risultato                                                               | Ospiti                                                                  | Competizione                                                            | Reti                                                                    | Note                                                                    |
| ----------------------------------------------------------------------- | ----------------------------------------------------------------------- | ----------------------------------------------------------------------- | ----------------------------------------------------------------------- | ----------------------------------------------------------------------- | ----------------------------------------------------------------------- | ----------------------------------------------------------------------- | ----------------------------------------------------------------------- |
| 24/01/2001                                                              | Morelia                                                                 | Messico                                                                 | 0 – 2                                                                   | Bulgaria                                                                | Amichevole                                                              | -                                                                       |                                                                         |
| 28/01/2001                                                              | Kingston                                                                | Giamaica                                                                | 0 – 0                                                                   | Bulgaria                                                                | Amichevole                                                              | -                                                                       |                                                                         |
| 18/11/2003                                                              | Seul                                                                    | Corea del Sud                                                           | 0 – 1                                                                   | Bulgaria                                                                | Amichevole                                                              | -                                                                       |                                                                         |
| 18/08/2004                                                              | Dublino                                                                 | Irlanda                                                                 | 1 – 1                                                                   | Bulgaria                                                                | Amichevole                                                              | -                                                                       |                                                                         |
| 13/10/2004                                                              | Sofia                                                                   | Bulgaria                                                                | 4 – 1                                                                   | Malta                                                                   | Qual. Mondiali 2006                                                     | -                                                                       |                                                                         |
| 29/11/2004                                                              | Il Cairo                                                                | Egitto                                                                  | 1 – 1                                                                   | Bulgaria                                                                | Amichevole                                                              | 1                                                                       |                                                                         |
| 17/08/2005                                                              | Sofia                                                                   | Bulgaria                                                                | 3 – 1                                                                   | Turchia                                                                 | Amichevole                                                              | -                                                                       |                                                                         |
| 03/09/2005                                                              | Stoccolma                                                               | Svezia                                                                  | 3 – 0                                                                   | Bulgaria                                                                | Qual. Mondiali 2006                                                     | -                                                                       |                                                                         |
| 07/09/2005                                                              | Sofia                                                                   | Bulgaria                                                                | 3 – 2                                                                   | Islanda                                                                 | Qual. Mondiali 2006                                                     | -                                                                       |                                                                         |
| 08/10/2005                                                              | Sofia                                                                   | Bulgaria                                                                | 2 – 0                                                                   | Ungheria                                                                | Qual. Mondiali 2006                                                     | -                                                                       |                                                                         |
| 12/10/2005                                                              | Ta' Qali                                                                | Malta                                                                   | 1 – 1                                                                   | Bulgaria                                                                | Qual. Mondiali 2006                                                     | -                                                                       |                                                                         |
| Totale                                                                  |                                                                         | Presenze                                                                | 11                                                                      |                                                                         | Reti                                                                    | 1                                                                       |                                                                         |

## Palmarès

### Club

#### Competizioni nazionali
- Campionato bulgaro: 6

CSKA Sofia: 2002-2003, 2004-2005, 2007-2008
Ludogorec: 2011-2012, 2012-2013, 2013-2014
- Coppa di Bulgaria: 3

CSKA Sofia: 2005-2006
Ludogorec: 2011-2012, 2013-2014
- Supercoppa di Bulgaria: 1

Ludogorec: 2012